# Martin Prahl
Martin Prahl, född 13 januari 1980, är en singer-songwriter från Malmö. Han är son till fotbollstränaren Tom Prahl. Innan han satsade på musiken har Martin Prahl varit fotbollsspelare och spelat i bland annat Jönköping Södra, Gif Nike och IFK Malmö. Efter sin spelarkarriär började Martin Prahl som huvudtränare för den Skånska fotbollsklubben Skabersjö IF, även kända som "Di Skånske Brassarna". Redan efter en säsong lyckades han nå nya höjder och etablerade en spelartrupp utöver det vanliga. En god stämning och fantastiska resultat har gjort Di Skånske Brassarna till ett topplag i såväl DM som division 5. 
I februari 2011 släpptes debutskivan Through the Dark som fick goda recensioner i bland annat Hallandsposten, Sydsvenskan samt på musiksidorna sonicmagazine.com och joyzine.se. Samma månad gjorde även Prahl och hans sexmannakompband livedebut på Debaser i Malmö. Skivan innehåller klassisk rock inspirerad av artister och band som Bruce Springsteen, Tori Amos, Pearl Jam, The Mission, Thin Lizzy, Neil Young och Arcade Fire. 
Titelspåret Through the Dark har spelats i P4 under första halvan av 2011. Plattan är mixad och mastrad av meriterade Johan Örnborg och Jens Bogren (Fascination Street). Samtliga låtar på Through the Dark är skrivna av Prahl som också sjunger och spelar de flesta instrument på skivan. Bland medmusikanterna märks bland annat sångerskan Cecilia Salazar och trummisarna Povel Ohlsson och Tomas Erladsson.

## Fotnoter
1. ↑  Wikström, Jan-Ove. ”Prahl nära en volley i krysset”. hallandsposten.se. Arkiverad från originalet den 27 juli 2011. https://web.archive.org/web/20110727173251/http://hallandsposten.se/nojekultur/recensioner/skivrecensioner/1.1122639-prahl-nara-en-volley-i-krysset. Läst 30 mars 2011.
2. ↑  Engström, Håkan. ”Through the Dark”. sydsvenskan.se. Arkiverad från originalet den 25 maj 2012. https://archive.today/20120525144244/http://www.sydsvenskan.se/kultur-och-nojen/musik/skivrecensioner/206858/. Läst 30 mars 2011.
3. ↑  Ernst, Tony. ”Martin Prahl: Through the dark”. sonicmagazine.com. http://www.sonicmagazine.com/index.php?option=com_content&task=view&Itemid=85&id=3829. Läst 30 mars 2011.
4. ↑  Mjörnberg, Mikael. ”Prahl, Martin: Through the Dark”. joyzine.se. http://www.joyzine.se/?p=4636. Läst 30 mars 2011.
5. ↑  sverigesradio.se. ”Martin Prahl iSR”. http://mobil.sverigesradio.se/playlist.aspx?st=2011-03-15%2001:20:22.0&sort=1&action=2&unitid=220=sverigesradio.se. Läst 1 april 2011.[död länk]